# Ireton Wood
Ireton Wood – osada w Anglii, w hrabstwie Derbyshire, w dystrykcie Amber Valley, w civil parish Idridgehay and Alton. Leży 14 km od miasta Derby. W 1881 roku civil parish liczyła 118 mieszkańców. Little Irton jest wspomniana w Domesday Book (1086) jako Iretune.